# Boliscus
Boliscus is een geslacht van spinnen uit de  familie van de Thomisidae (krabspinnen).

## Soorten
- Boliscus decipiens O. P.-Cambridge, 1899
- Boliscus duricorius (Simon, 1880)
- Boliscus tuberculatus (Simon, 1886)